# Alessandro Cicarelli

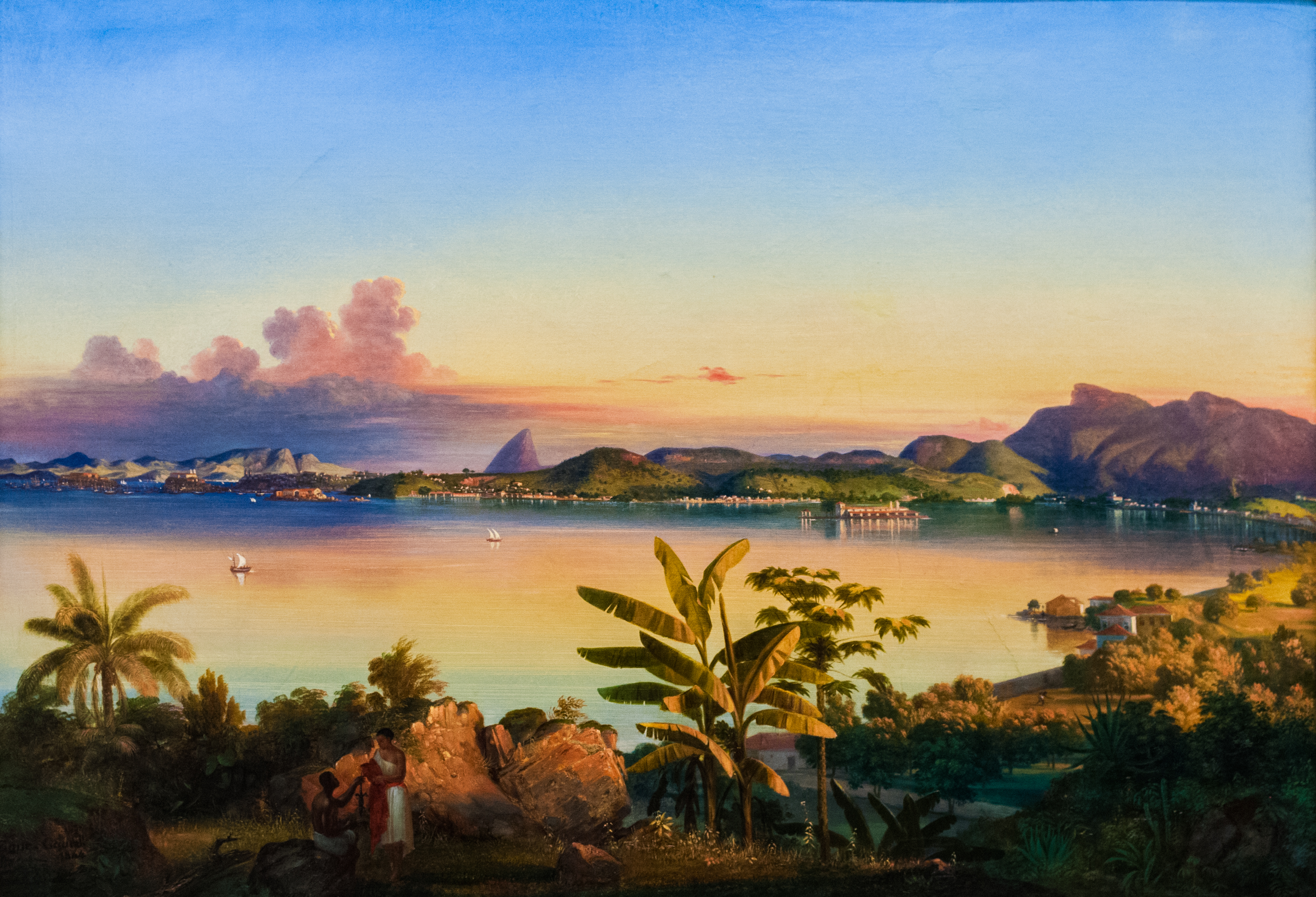
Rio de Janeiro (1844), pintura de Alessandro Cicarelli. Acervo da Pinacoteca do Estado, São Paulo.

Alessandro Cicarelli Manzoni (Nápoles, 25 de janeiro de 1811 — Santiago do Chile, 5 de maio de 1879) foi um pintor, desenhista e professor italiano, que esteve residindo no Rio de Janeiro de 1840 a 1848.

## Biografia
Seus conhecimentos de arte, adquiriu-os na Academia de Belas Artes de Nápoles e, posteriormente em Roma.

### No Rio de Janeiro
Integrou-se logo ao ambiente artístico brasileiro, de tal forma que, já em 1843 apresentava quatro óleos na exposição da Academia Imperial de Belas Artes, tendo recebido pela qualidade de seus trabalhos a comenda de Primeiro Cavaleiro da Ordem de Cristo.
A convite do Imperador, foi professor de desenho da imperatriz Maria Teresa de Bourbon.

### No Chile
Em 1848 abandonou o Brasil para radicar-se no Chile onde viveu até 1879. Do ano seguinte a sua chegada àquele país até 1869 exerceu o cargo de diretor da Escuela de Pintura de Santiago. Em seguida, aposentado, continuou vivendo no país andino até seu falecimento.

## Acervo
Obras de sua autoria com temas brasileiros podem ser encontradas no Museu Nacional de Belas Artes e em algumas coleções particulares.